# Ulzana's Raid
Ulzana's Raid is een Amerikaanse western uit 1972 onder regie van Robert Aldrich. De film werd destijds in Nederland uitgebracht onder de titel De slag om de Apachenpas.

## Verhaal
Het indiaanse opperhoofd Ulzana en zijn krijgers vluchten uit een reservaat en ondernemen een bloedige plundertocht. Ze vermoorden in afzondering levende boerengezinnen. De onervaren luitenant Garnett DeBuin moet hen bestrijden met een detachement cavalerie. Ze gebruiken daarbij een van de overvallen vrouwen als lokaas voor Ulzana.

## Rolverdeling
| Acteur             | Personage                    |
| ------------------ | ---------------------------- |
| Burt Lancaster     | McIntosh                     |
| Bruce Davison      | Garnett DeBuin               |
| Jorge Luke         | Ke-Ni-Tay                    |
| Richard Jaeckel    | Sergeant                     |
| Joaquín Martínez   | Ulzana                       |
| Lloyd Bochner      | Charles Gates                |
| Karl Swenson       | Willy Rukeyser               |
| Douglass Watson    | Majoor Cartwright            |
| Dran Hamilton      | Mevrouw Riordan              |
| John Pearce        | Korporaal                    |
| Gladys Holland     | Mevrouw Rukeyser             |
| Margaret Fairchild | Abbie Ginsford               |
| Aimée Eccles       | Indiaanse vrouw van McIntosh |
| Richard Bull       | Ginsford                     |
| Otto Reichow       | Steegmeyer                   |